# Damdinsürengiin Orgodol
Damdinsürengiin Orgodol (nascido em 17 de dezembro de 1956) é um ex-ciclista mongol que competiu no ciclismo nos Jogos Olímpicos de Verão de 1980.